# Dick's Picks Volume 34
Dick's Picks Volume 34 es el trigésimo cuarto álbum en vivo de Dick's Picks, serie  de lanzamientos en vivo de la banda estadounidense Grateful Dead. Fue grabado el 5 de noviembre de 1977 en el Community War Memorial, en Rochester, Nueva York. También incluye varias canciones grabadas el 2 de noviembre de 1977 en el Seneca College, en Toronto, Ontario.

## Caveat emptor
Cada volumen de Dick's Picks tiene su propia etiqueta “caveat emptor”, que informa al oyente sobre la calidad del sonido de la grabación. La etiqueta del volumen 34 dice:
“Dick's Picks Volume 34 fue masterizado directamente de las cintas de carrete a carrete analógicas originales de dos pistas que funcionan a 7½ IPS. Permanecen algunas anomalías sónicas menores, debido a los efectos inevitables de los estragos del tiempo y la naturaleza frágil de las cintas analógicas ¼. Además, debido a la falta de un carrete del 5 de noviembre de 1977, hemos utilizado las cintas maestras de cassette PA de ese programa para solucionar el problema.”

## Recepción de la crítica
En una reseña para AllMusic, Lindsay Planer declaró: “El material adicional fue una buena elección, específicamente la versión de «Estimated Prophet» que presenta a [Jerry] García extrayendo lamentos inquietantemente bramidos y exorcismos sónicos quejumbrosos. [...] Hay una razón por la que 1977 está tan completamente cubierto en la serie Dick's Picks, principalmente debido a expediciones como estas”.
John Metzger, crítico de The Music Box, comentó: “Desafortunadamente, hay una disminución notable en la calidad del sonido hacia el final del programa”.

## Lista de canciones
Todas las canciones escritas y compuestas por Jerry Garcia y Robert Hunter, excepto donde esta anotado. 
| Disco uno |                                         |                                |          |  |
| N.º       | Título                                  | Escritor(es)                   | Duración |  |
| 1.        | «New Minglewood Blues»                  | tradicional, arr. por Bob Weir | 5:53     |  |
| 2.        | «Mississippi Half-Step Uptown Toodeloo» |                                | 12:08    |  |
| 3.        | «Looks Like Rain»                       | John Perry Barlow Weir         | 8:26     |  |
| 4.        | «Dire Wolf»                             |                                | 4:23     |  |
| 5.        | «Mama Tried»                            | Merle Haggard                  | 2:24     |  |
| 6.        | «Big River»                             | Johnny Cash                    | 7:23     |  |
| 7.        | «Candyman»                              |                                | 7:54     |  |
| 8.        | «Jack Straw»                            | Hunter Weir                    | 6:29     |  |
| 9.        | «Deal»                                  |                                | 6:46     |  |

| Disco dos |                               |                            |          |  |
| N.º       | Título                        | Escritor(es)               | Duración |  |
| 1.        | «Phil Solo»                   | Phil Lesh                  | 2:06     |  |
| 2.        | «Take a Step Back»            | Grateful Dead              | 1:07     |  |
| 3.        | «Eyes of the World»           |                            | 14:43    |  |
| 4.        | «Samson and Delilah»          | tradicional, arr. por Weir | 8:44     |  |
| 5.        | «It Must Have Been the Roses» | Hunter                     | 7:17     |  |
| 6.        | «Might as Well»               |                            | 5:36     |  |
| 7.        | «Estimated Prophet»           | Barlow Weir                | 11:09    |  |
| 8.        | «St. Stephen»                 | Garcia Hunter Lesh         | 7:24     |  |
| 9.        | «Truckin'»                    | Garcia Hunter Lesh Weir    | 8:20     |  |
| 10.       | «Around and Around»           | Chuck Berry                | 8:47     |  |

| Disco tres |                           |                             |          |  |
| N.º        | Título                    | Escritor(es)                | Duración |  |
| 1.         | «Estimated Prophet»       | Barlow Weir                 | 11:14    |  |
| 2.         | «He's Gone»               |                             | 12:00    |  |
| 3.         | «Rhythm Devils»           | Mickey Hart Bill Kreutzmann | 2:16     |  |
| 4.         | «The Other One»           | Kreutzmann Weir             | 12:23    |  |
| 5.         | «Black Peter»             |                             | 11:03    |  |
| 6.         | «Sugar Magnolia»          | Hunter Weir                 | 10:55    |  |
| 7.         | «One More Saturday Night» | Weir                        | 5:04     |  |
| 8.         | «Lazy Lightnin'»          | Barlow Weir                 | 3:31     |  |
| 9.         | «Supplication»            | Barlow Weir                 | 5:20     |  |

## Créditos y personal
Créditos adaptados desde el folleto que acompaña al CD.
Grateful Dead
- Jerry Garcia – voz principal y coros, guitarra líder
- Donna Jean Godchaux – coros
- Keith Godchaux – teclado
- Mickey Hart – batería
- Bill Kreutzmann – batería
- Phil Lesh – bajo eléctrico, coros
- Bob Weir – guitarra rítmica, coros

Personal técnico
- Betty Cantor-Jackson – grabación
- David Lemieux – archivista
- Jeffrey Norman – masterización
- Eileen Law/Grateful Dead Archives – investigadora de archivo

Diseño
- Jim Anderson, Brian Walski – fotografía
- Robert Minkin – fotografía, ilustración, diseño de embalaje